# 圣拉德贡德 (热尔省)
圣拉德贡德（法語：Sainte-Radegonde，法語發音：[sɛ̃t ʁadɡɔ̃d]）是法国热尔省的一个市镇，位于该省北部偏东，属于孔东区，也是热尔洛马涅市镇公共社区的一部分。该市镇总面积9.82平方公里，2015年时的人口为183人。

## 交通
热尔省省道D123线和D654线在圣拉德贡德的镇中心交汇。

## 人口
圣拉德贡德人口变化图示